# Сухининки
Сухининки (рос. Сухининки) — присілок в Ферзиковському районі Калузької області Російської Федерації.
Населення становить 9 осіб. Входить до складу муніципального утворення село Авчурино.

## Історія
Від 2004 року входить до складу муніципального утворення село Авчурино

## Населення
| 2002 | 2010 | 2011 |
| ---- | ---- | ---- |
| 8    | ↘5   | ↗9   |